# Ameerega trivittatus
Ameerega trivittatus е вид жаба от семейство Дърволази (Dendrobatidae). Видът е незастрашен от изчезване.

## Разпространение
Разпространен е в Боливия, Бразилия, Венецуела, Гвиана, Колумбия, Перу и Суринам.

## Описание
Популацията на вида е стабилна.